# Ленка-Мроченська
Ленка-Мроченська (пол. Łęka Mroczeńska) — село в Польщі, у гміні Баранув Кемпінського повіту Великопольського воєводства.
Населення — 640 осіб (2011).
У 1975-1998 роках село належало до Каліського воєводства.

## Демографія
Демографічна структура станом на 31 березня 2011 року:
|          | Загалом | Допрацездатний вік | Працездатний вік | Постпрацездатний вік |
| -------- | ------- | ------------------ | ---------------- | -------------------- |
| Чоловіки | 322     | 79                 | 202              | 41                   |
| Жінки    | 318     | 73                 | 175              | 70                   |
| Разом    | 640     | 152                | 377              | 111                  |